# MyAnna Buring
Anna Margaretha My Rantapää, dite MyAnna Buring, est une actrice suédoise, née le 22 septembre 1979 à Sundsvall.

## Biographie
Elle est née en Suède et a grandi au Moyen-Orient.
Elle prend des cours à l'American British Academy de Mascate avec son ami l'acteur-producteur Stegath James Dorr.
En 2004, elle termine ses études à l'Académie de Musique et d'Art Dramatique de Londres.
Elle débute en 2005 au cinéma dans le film de Neil Marshall, The Descent et elle tourne de nouveau sous sa direction dans Doomsday en 2008. Parallèlement, elle poursuit sa carrière au théâtre.

## Filmographie

### Cinéma
- 2005 : The Descent de Neil Marshall : Sam
- 2006 : 666, la malédiction (The Omen) de John Moore : Une reporter
- 2007 : Grindhouse de Edgar Wright : Une femme
- 2007 : English Language (with English Subtitles) de Tim Plester (en) : Esther
- 2008 : Doomsday de Neil Marshall : Cally
- 2008 : Freakdog (Red Mist) de Paddy Breathnach : Shelby
- 2008 : Credo de Toni Harman : Alice
- 2009 : Lesbian Vampire Killers de Phil Claydon : Lotte
- 2009 : City Rats de Steve Kelly : Sammy
- 2009 : The Descent: Part 2 de Jon Harris : Sam
- 2010 : Human Contagion de Mark McQueen : Angela Mills
- 2011 : Twilight, chapitre IV : Révélation partie 1 de Bill Condon : Tanya Denali
- 2012 : Kill List de Ben Wheatley : Shel
- 2012 : Twilight, chapitre IV : Révélation partie 2 de Bill Condon : Tanya Denali
- 2014 : Lost in Karastan de Ben Hopkins (en) : Chulpan
- 2014 : Hyena de Gerard Johnson : Lisa
- 2019 : Official Secrets de Gavin Hood : Jasmine
- 2019 : Killers Anonymous de Martin Owen : Joanna
- 2020 : Le Gang Jönsson de Tomas Alfredson : Regine Wall
- 2022 : 97 Minutes de Timo Vuorensola : Kim

### Télévision
- 2004 : Murder Prevention : Michelle Wynne
- 2004 : Consualty : Kirsty Morrison
- 2006 : Doctor Who : Scooti Manista
- 2007 : The Bill : Kim Heyes
- 2008 : Inspecteur Barnaby (Midsomer Murders) : Mandy
- 2010 : Witchville : Jozefa
- 2011 : Le Dernier volcan : Claire
- 2012 : White Heat : Lily (saison 1)
- 2012 : Blackout sur Los Angeles : Sylvie
- 2012 - 2016 : Ripper Street :  "Long" Susan Hart/Caitlin Swift
- 2012 : The Poison Tree : Karen Clarke (saison 1)
- 2012 : Downton Abbey : Edna Braithwaite
- 2013 : Crossing Lines : Anika
- 2013 : Miss Marple (série télévisée, 2004) : Lucky Dyson (saison 6, épisode 1)
- 2014 : The Great War: The People's Story : Dorothy Lawrence (saison 1, épisode 1)
- 2015 : Prey (mini-série) : Jules Hope (saison 2)
- 2015 : Banished (série télévisée) : Elisabeth Quinne
- 2017 : In the Dark : DI Helen Weeks
- 2019 - 2023 : The Witcher : Tissaia de Vries
- 2021 : Affaire Skripall : l’espion empoisonné (The Salisbury poisonings) : Dawn Sturgess
- 2022 : The Responder : Kate Carson